# Slice of Life
Ein Slice of Life (engl.: ein Stück aus dem Leben) ist ein Ausschnitt aus dem Alltag einer Person oder einer fiktiven Figur. Der Begriff wird in Literatur, Unterhaltungsindustrie (z. B. Anime und Manga) sowie Werbung verwendet und beschreibt die Darstellung einer Alltagssituation.

## Begriff
Gebildet wurde der englische Begriff zwischen 1890 und 1895 als Übersetzung des französischen tranche de vie, eine Formulierung des französischen Theaterautors Jean Jullien (1854–1919).
Beispiele von Slice of Life in der Literatur finden sich etwa in den Kurzgeschichten von Sherwood Anderson. Dort wird im bewussten Gegensatz zu ausgefeilten Handlungskonstruktionen das Gewicht auf die Realität und deren Ausführung gelegt. Auf klassische Gestaltungselemente wie Exposition, steigende Spannungskurve, Peripetie und Pointe wird hierbei verzichtet.
Im Manga-Bereich bildet Slice of Life ein eigenes Genre mit erheblichem Marktanteil. Die Geschichten konzentrieren sich auf das Leben junger Menschen und ihre Beziehungen zueinander. Oft spielen sie in der Schule, manchmal auch in anderen Umgebungen wie Restaurants oder Cafés. Der Realismus der Handlung tritt in den Hintergrund gegenüber einer Vielzahl von komischen, dramatischen oder melodramatischen Situationen.
In der Werbung wird die Slice-of-Life-Strategie eingesetzt, um durch die Darstellung des beworbenen Produkts in einer Alltagssituation die Glaubwürdigkeit der Werbeaussage zu erhöhen. Bekannte Werbefiguren, die in solchen Slice-of-Life-Spots auftraten, sind der Esso-Tiger, Meister Proper oder Klementine. Verknüpft war die Slice-of-Life-Strategie häufig mit einer Social-Pressure-Strategie, in der etwa auf die Hausfrau Druck ausgeübt wurde, das Produkt in der vorgeführten Weise zu verwenden.